# Struikknobbelspin
De struikknobbelspin of tweeknobbelspin (Gibbaranea bituberculata) is een spinnensoort uit de familie wielwebspinnen.
Het vrouwtje is zo'n 8 tot 10 millimeter lang, het mannetje 6,5 tot 7,5 mm. Deze spin lijkt op de schouderkruisspin, alleen met genitaal onderzoek is vast te stellen of het om de struikknobbelspin gaat. Ze leven op lage vegetatie, zoals heggen.